# García de Cisneros
Pour les articles homonymes, voir Cisneros.
García de Cisneros, (né en Espagne - décédé en Nouvelle-Espagne dans les années 1540) est un missionnaire espagnol franciscain du XVIe siècle envoyé en Nouvelle-Espagne. Il est l'un des membres du groupe dit des Douze Apôtres du Mexique. 

## Biographie
Entré chez les Franciscains en Espagne, il est choisi en 1523 pour faire partie du groupe de missionnaires envoyés en Nouvelle-Espagne pour y commencer l'évangélisation du Nouveau Monde. En 1536 il est nommé recteur du Collège de Santa Cruz de Tlatelolco, la première école catholique de la même ville ouverte aux garçons indigènes, fondée par l'évêque local et financée par le vice-roi Antonio de Mendoza.